# Waldhausen (Altheim)
Waldhausen is een plaats in de Duitse gemeente Altheim (bei Riedlingen), deelstaat Baden-Württemberg en telt 215 inwoners (2003).